# Sacyl

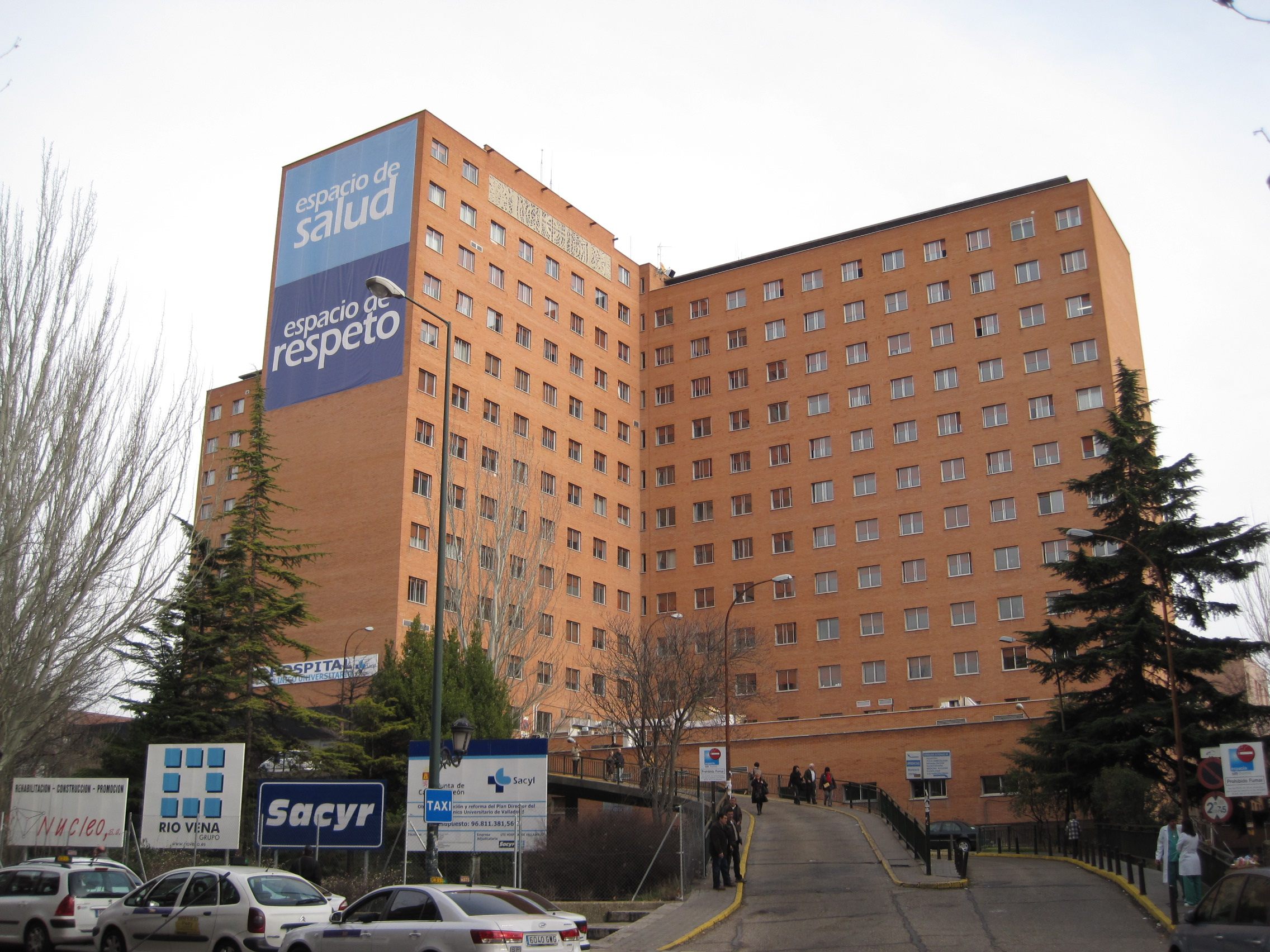
Hospital Clínico Universitario de Valladolid.

Sanidad de Castilla y León (más conocido por su acrónimo Sacyl) es el servicio público que gestiona las prestaciones sanitarias públicas en la comunidad autónoma española de Castilla y León, perteneciente al Sistema Nacional de Salud, establecido en 1986 y heredero del Instituto Nacional de la Salud. 
En el año 2011 fue la tercera autonomía mejor valorada por los ciudadanos según el barómetro sanitario con una nota del 7,06 puntos, por debajo de Asturias y Navarra. No obstante, en 2012 descendió cinco puestos en la misma valoración al obtener una nota de 6,86 puntos y pasar al séptimo puesto, aunque manteniéndose por encima de la media de las 17 comunidades españolas (6,57 puntos).

## Historia
Real Decreto 1480/2001, de 27 de diciembre, sobre traspaso a la comunidad de Castilla y León de las funciones y servicios del Instituto Nacional de la Salud.

### Fecha de efectividad del traspaso
Los traspasos de funciones y medios objeto de este Acuerdo tendrían efectividad a partir del 1 de enero de 2002, asumiendo la gestión la Consejería de Sanidad y Bienestar Social de Castilla y León, con Carlos Fernández Carriedo como consejero (1999-2003).
El Decreto 287/2001, de 13 de diciembre, aprueba el reglamento general de la Gerencia Regional de Salud de Castilla y León como órgano competente para la administración y gestión de servicios, prestaciones y programas sanitarios de la administración de la comunidad de Castilla y León.
Desde esa fecha han recorrido el cargo de consejero de Sanidad César Antón Beltrán (2003-2007); Francisco Javier Álvarez Guisasola, médico (2007-2011),  Antonio María Sáez Aguado, médico (2011-2019); Verónica Casado Vicente (2019-2021), médica; y Alejandro Vázquez (a partir de 2021), también médico.

## Urgencias Sanitarias de Castilla y León
La asistencia sanitaria urgente en el ámbito extrahospitalario en Castilla y León está gestionada por la Gerencia Regional de Salud. Es un organismo único cuyo ámbito de actuación se extiende a toda la comunidad autónoma. Su creación y funcionamiento está regulada por el Decreto 24/2003, de 6 de marzo, por el que se desarrolla la estructura orgánica de los servicios periféricos de la Gerencia Regional de Salud. El servicio se afectúa a través de Emergencias Sanitarias de Castilla y León.
El objetivo del servicio es proporcionar asistencia sanitaria a las urgencias y emergencias médicas extrahospitalarias y coordinar los diferentes niveles asistenciales sanitarios que intervienen en la asistencia urgente. El servicio, al igual que los servicios de Urgencia hospitalarios, funciona las 24 horas al día durante todo el año, y es accesible a cualquier persona en necesidad de este tipo de asistencia a través del número de teléfono 1-1-2.

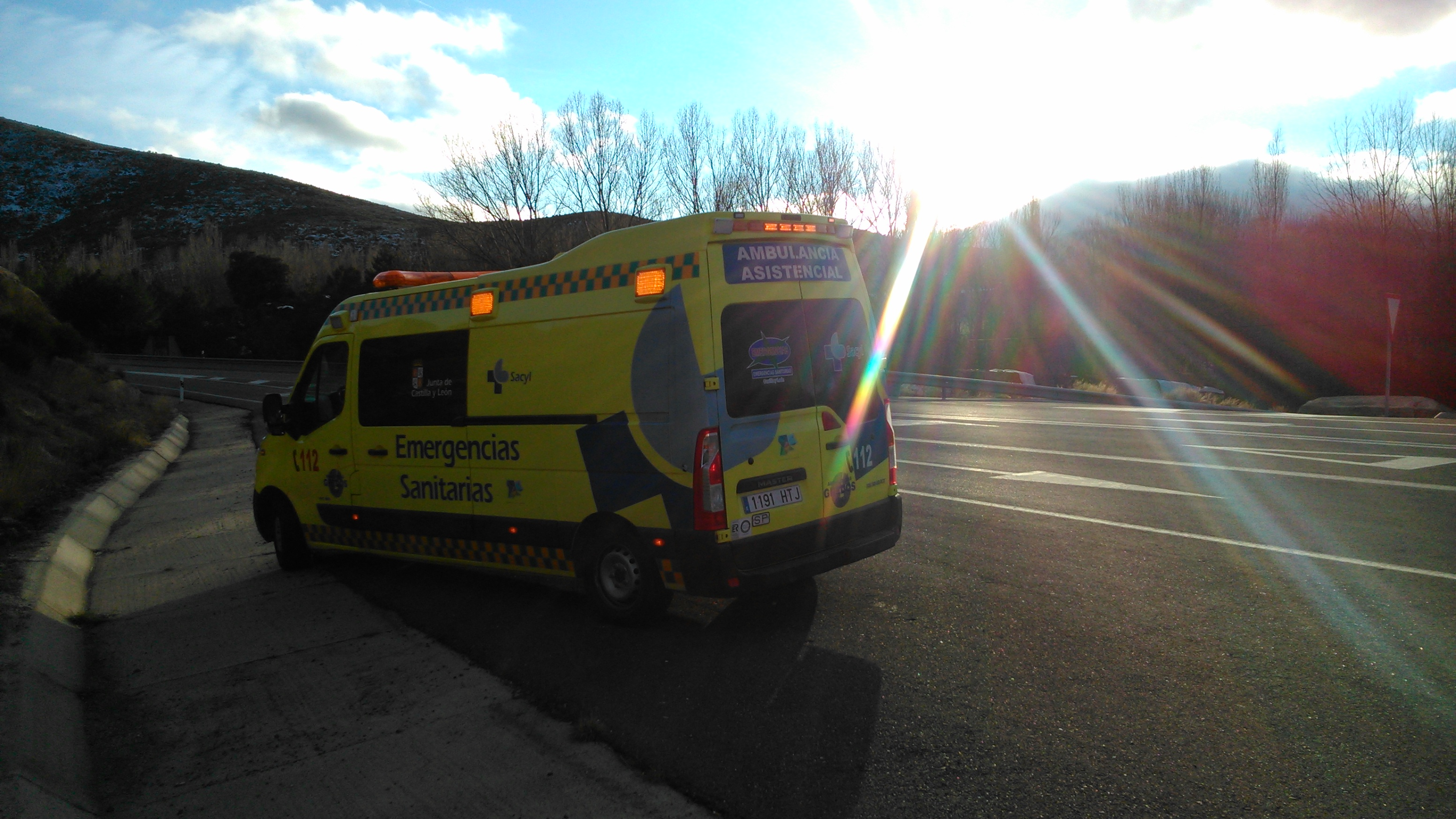
Ambulancia asistencial de Emergencias Sanitarias de Castilla y León

Se debe y se puede contactar con el servicio de emergencias, en general en todas aquellas situaciones en las que peligre la vida del paciente, como pueden ser: accidentes de tráfico, cuadros de dificultad respiratoria, dolor torácico, intoxicaciones graves, pérdida de consciencia, problemas neurológicos o urgencias pediátricas.
Dispositivo asistencial
- Recursos móviles
  - 23 Unidades Medicalizadas de Emergencias (UMEs) que cuentan con una dotación de 1 médico, 1 enfermero y 2 técnicos de emergencias sanitarias ubicadas en 
    - Ávila
    - Arenas de San Pedro (Ávila)
    - Burgos
    - Aranda de Duero (Burgos)
    - Medina de Pomar (Burgos)
    - Miranda de Ebro (Burgos)
    - León
    - La Bañeza (León)
    - Ponferrada (León)
    - Palencia
    - Cervera de Pisuerga (Palencia)
    - Salamanca
    - Ciudad Rodrigo (Salamanca)
    - Béjar (Salamanca)
    - Segovia
    - Soria
    - 3 Valladolid ciudad
    - Medina del Campo (Valladolid)
    - Zamora
    - Benavente (Zamora)
    - Puebla de Sanabria (Zamora)

  - 3 Helicópteros Sanitarios (HEMS) que cuentan con una dotación de 1 médico, 1 enfermero, 1 piloto y 1 copiloto con bases en Astorga, Salamanca y Burgos
  - 117 Unidades de Soporte Vital Básico (USVB) que cuentan con una dotación de 2 técnicos de emergencias sanitarias
  - 3 Vehículos de Apoyo Logístico
  - 16 UVIs de traslado interhospitalario urgente que cuentan con una dotación de 1 médico, 1 enfermero y 2 técnicos de emergencias sanitarias

## Principales centros sanitarios
Todos los centros de titularidad pública de Castilla y León están adscritos a Sacyl. En el ámbito de la atención especializada se distribuyen en las distintas provincias con las siguientes dotaciones:

### Ávila
- Complejo Asistencial de Ávila (compuesto por el Hospital Nuestra Señora de Sonsoles, el Hospital Provincial, el Centro de Especialidades de Ávila y el Centro de Especialidades de Arenas de San Pedro).

#### Centros de salud
- Arenas de San Pedro
- Arévalo
- Ávila Estación
- Ávila Norte
- Ávila Rural
- Ávila Sureste
- Ávila Suroeste
- Barco de Ávila
- Burgohondo
- Candeleda
- Cebreros
- Fontiveros
- Gredos
- Las Hervencias
- Lanzahíta
- Madrigal de las Altas Torres
- Mombeltrán
- Muñana
- Muñico
- Las Navas del Marqués
- Piedrahíta
- San Pedro del Arroyo
- Sotillo de Adrada

### Burgos
- Complejo Asistencial Universitario de Burgos (integrado por el Hospital Divino Valles, el Hospital Universitario de Burgos, el Hospital Fuente Bermeja, el Hospital Militar y el Centro de Especialidades de Burgos).
- Hospital Santiago Apóstol de Miranda de Ebro
- Hospital Santos Reyes de Aranda de Duero

#### Centros de salud
- Aranda Norte
- Aranda Rural
- Aranda Sur
- Belorado
- Briviesca
- Burgos-Centro A
- Burgos-Centro B
- Burgos-Gamonal Antigua
- Burgos-García Lorca
- Burgos-Las Huelgas
- Burgos Rural Norte
- Burgos Rural Sur
- Burgos-Casa la Vega
- Burgos-Las Torres
- Burgos-Los Comuneros
- Burgos-Los Cubos
- Burgos-San Agustín
- Burgos-Santa Clara
- Condado de Treviño
- Espinosa de los Monteros
- Huerta del Rey
- Lerma
- Medina de Pomar
- Melgar de Fernamental
- Miranda Este
- Miranda Oeste
- Pampliega
- Quintanar de la Sierra
- Roa de Duero
- Salas de los Infantes
- Sedano
- Valle de Losa
- Valle de Mena
- Valle de Tobalina
- Valle Valdebezana
- Villadiego
- Villarcayo

### León
- Hospital El Bierzo
- Hospital Universitario de León (Complejo Sanitario fruto de la ampliación y reforma que integró los Hospitales "Virgen Blanca", el "Princesa Sofía" y el edificio "San Antonio Abad". Desde enero del 2002, se han integrado en este complejo sanitario la Residencia de Santa Isabel y El Hospital Monte San Isidro)

#### Centros de salud del área de León
- Armunia
- Astorga I
- Astorga II
- Babia
- La Bañeza I
- La Bañeza II
- Boñar
- La Cabrera
- Cistierna
- Cuenca del Bernesga
- León I (Eras de Renueva)
- León II (La Palomera)
- León III (Condesa)
- León IV (Crucero)
- León V
- León VI
- La Magdalena
- Mansilla de las Mulas
- Matallana de Torío
- Riaño
- Ribera del Esla
- Ribera del Órbigo
- Sahagún de Campos
- San Andrés de Rabanedo
- Santa María del Páramo
- Trobajo del Camino
- Valderas
- Valencia de Don Juan

#### Centros de salud del área del Bierzo
- Bembibre
- Cacabelos
- Fabero
- Ponferrada I
- Ponferrada II
- Ponferrada III
- Ponferrada IV
- Puente Domingo Flórez
- Toreno
- Villablino
- Villafranca del Bierzo

### Palencia
- Complejo Asistencial de Palencia (formado por el Hospital Río Carrión y el Hospital San Telmo, junto con el Centro de Especialidades de Cervera de Pisuerga)

#### Centros de salud
- Palencia Capital: La Puebla, Los Jardinillos, Eras del Bosque y Pintor Oliva.
- Aguilar de Campoo
- Baltanás
- Carrión de los Condes
- Cervera de Pisuerga
- Frómista
- Guardo
- Herrera de Pisuerga
- Osorno
- Palencia Rural
- Paredes de Nava
- Saldaña
- Torquemada
- Venta de Baños
- Villada
- Villamuriel de Cerrato
- Villarramiel

### Salamanca
- Complejo Asistencial Universitario de Salamanca (formado por el Hospital Clínico, el Hospital Virgen de la Vega, el Hospital de los Montalvos, el Hospital Virgen del Castañar y el Centro de Especialidades de Ciudad Rodrigo)

#### Centros de salud
- La Alamedilla
- Alba de Tormes
- La Alberca
- Aldeadávila de la Ribera
- Béjar
- Calzada de Valdunciel
- Cantalapiedra
- Capuchinos
- Ciudad Rodrigo
- Fuente de San Esteban
- Fuenteguinaldo
- Fuentes de Oñoro
- Garrido Norte
- Garrido Sur
- Guijuelo
- Ledesma
- Linares de Riofrío
- Lumbrales
- Matilla de los Caños
- Miranda del Castañar
- Pedrosillo el Ralo
- Peñaranda de Bracamonte
- Periurbano Norte
- Periurbano Sur
- Pizarrales
- Robleda
- San Bernardo Oeste
- San José
- San Juan
- Sancti Spiritus-Canalejas
- Santa Marta de Tormes
- Tamames
- Tejares
- Universidad Centro
- Villoria
- Vitigudino

### Segovia
- Complejo Asistencial de Segovia (formado por el Hospital General y el Hospital Policlínico)

#### Centros de salud
- Cantalejo
- Carbonero el Mayor
- Cuéllar
- El Espinar
- Fuentesaúco de Fuentidueña
- Nava de la Asunción
- Riaza
- Sacramenia
- San Ildefonso - La Granja
- Segovia I
- Segovia II
- Segovia III
- Segovia Rural
- Sepúlveda
- La Sierra
- Villacastín

### Soria
- Complejo Asistencial de Soria ( formado por el Hospital Santa Barbara y el Hospital Virgen del Mirón)

#### Centros de salud
- Ágreda
- Almazán
- Arcos de Jalón
- Berlanga de Duero
- Burgo de Osma
- Gómara
- Ólvega
- Pinares de Covaleda
- San Esteban de Gormaz
- San Leonardo de Yagüe
- San Pedro Manrique
- Soria Norte
- Soria Rural
- Soria Sur

### Valladolid
- Hospital Clínico Universitario de Valladolid
- Hospital Universitario Río Hortega de Valladolid
- Hospital de Medina del Campo

#### Centros de salud del área de Valladolid Este
- Alaejos
- Barrio España
- Canterac
- Cigales
- Circunvalación
- Esguevillas de Esgueva
- Íscar
- Magdalena
- Gamazo
- Medina del Campo (Rural)
- Medina del Campo (Urbano)
- Olmedo
- Peñafiel
- Pilarica
- Plaza Circular
- Portillo
- Rondilla I
- Rondilla II
- San Isidro - Pajarillos
- San Pablo
- Serrada
- Tudela de Duero
- Valladolid Rural I
- La Victoria

#### Centros de salud del área de Valladolid Oeste
- Arturo Eyries
- Campo Grande
- Delicias I
- Delicias II
- Esperanto
- Huerta del Rey
- Laguna de Duero
- Mayorga de Campos
- Medina de Rioseco
- Mota del Marqués
- Parquesol
- Pisuerga
- Tordesillas
- Valladolid Rural II
- Valladolid Sur
- Villafrechós
- Villalón de Campos

### Zamora
- Complejo Asistencial de Zamora (formado por el Hospital Virgen de la Concha de Zamora, el Hospital Provincial de Zamora, el Hospital de Benavente y el Centro de Especialidades de Benavente)

#### Centros de salud
- Aliste
- Alta Sanabria
- Benavente Norte
- Benavente Sur
- Campos - Lampreana
- Carballeda
- Corrales del Vino
- Diego de Losada
- Doctor Fleming
- Guareña
- Parada del Molino
- Puebla de Sanabria
- Sayago
- Tábara
- Tera
- Toro
- Vidriales
- Villalpando
- Virgen de la Concha
- Zamora Norte
- Zamora Sur